# Aeonium gomerense
Aeonium gomerense (Praeger) Praeger, 1929) è una pianta succulenta appartenente alla famiglia delle Crassulaceae, endemica dell'isola di La Gomera nell'arcipelago delle Canarie.

## Etimologia
Il nome del genere deriva dal greco ὁ αἰών ho aion indicante demone eterno, in riferimento alla resistenza alla siccità; l'epiteto specifico gomerense deriva dall'isola di La Gomera, habitat esclusivo della specie.

## Descrizione
Arbusto succulento e perenne che raggiunge i 2 m di altezza, con portamento molto ramificato.
Le foglie sono obovate-lanceolate, acuminate, prive di peli, a margine ciliato spesso tinto di rosso e disposte in "rose" di 10–28 cm di diametro prive di picciolo.
I fiori sono biancastri, di piccole dimensioni raccolti in infiorescenze suppergiù ovoidali di circa 40 cm.

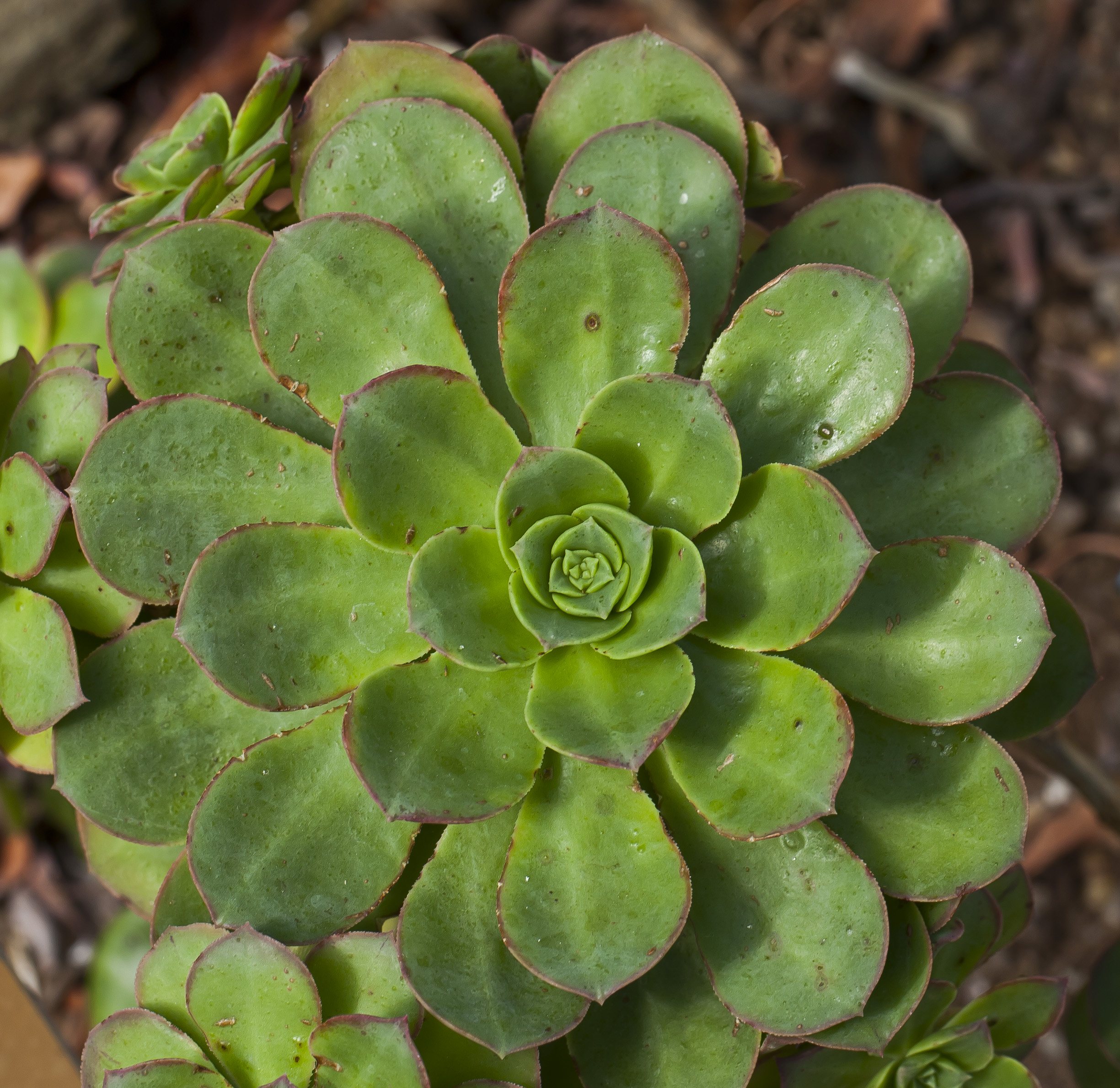
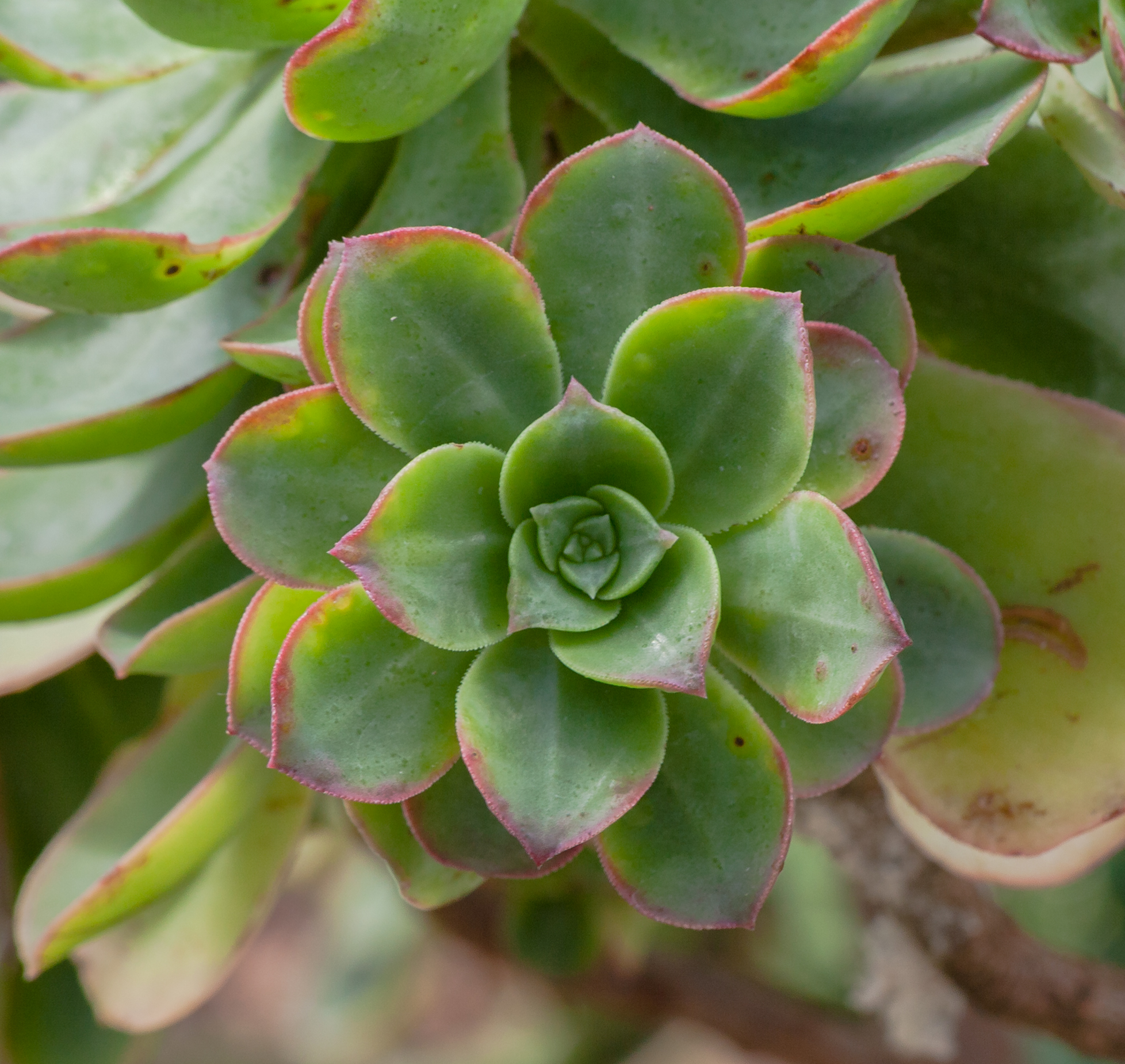
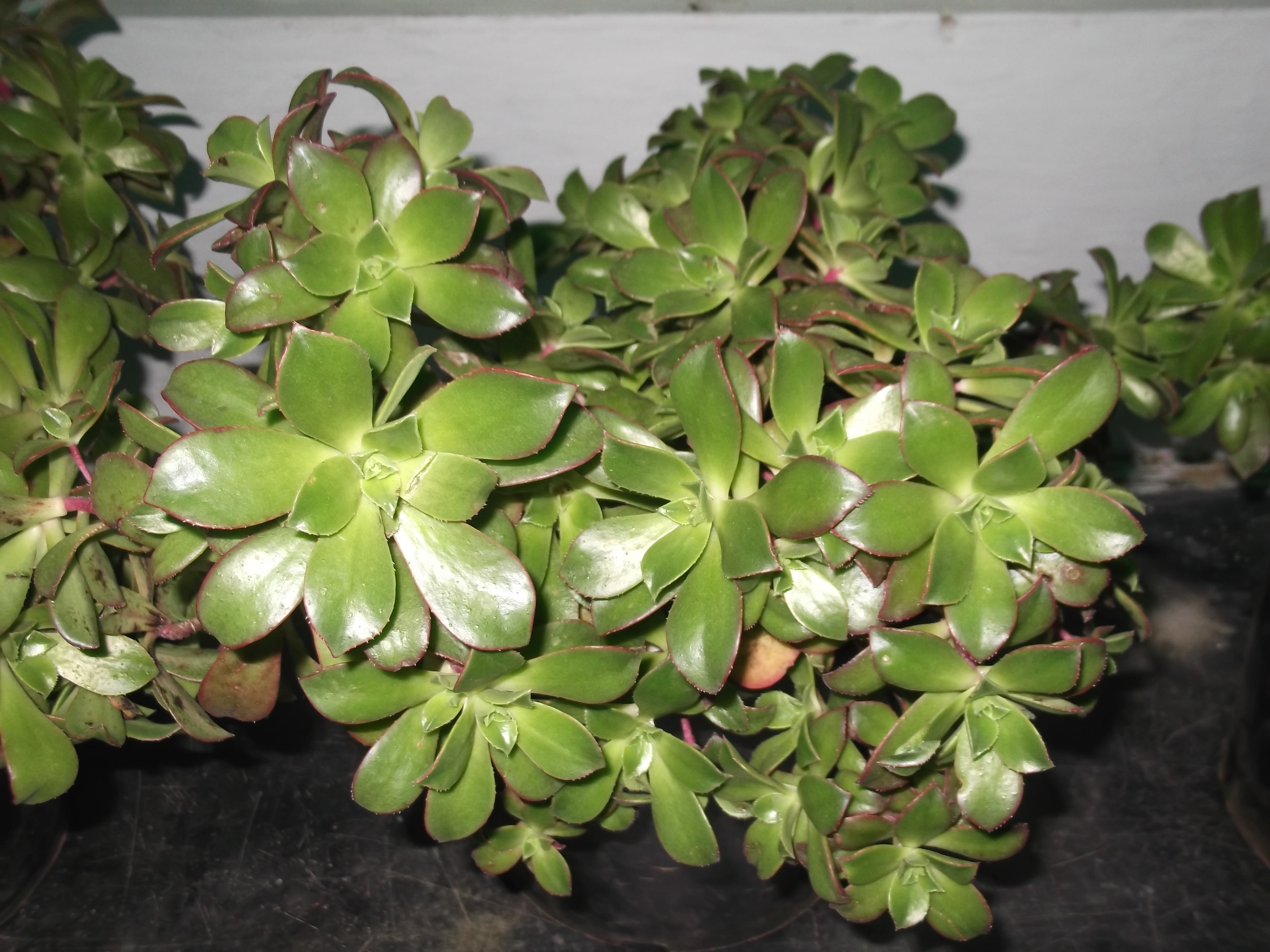
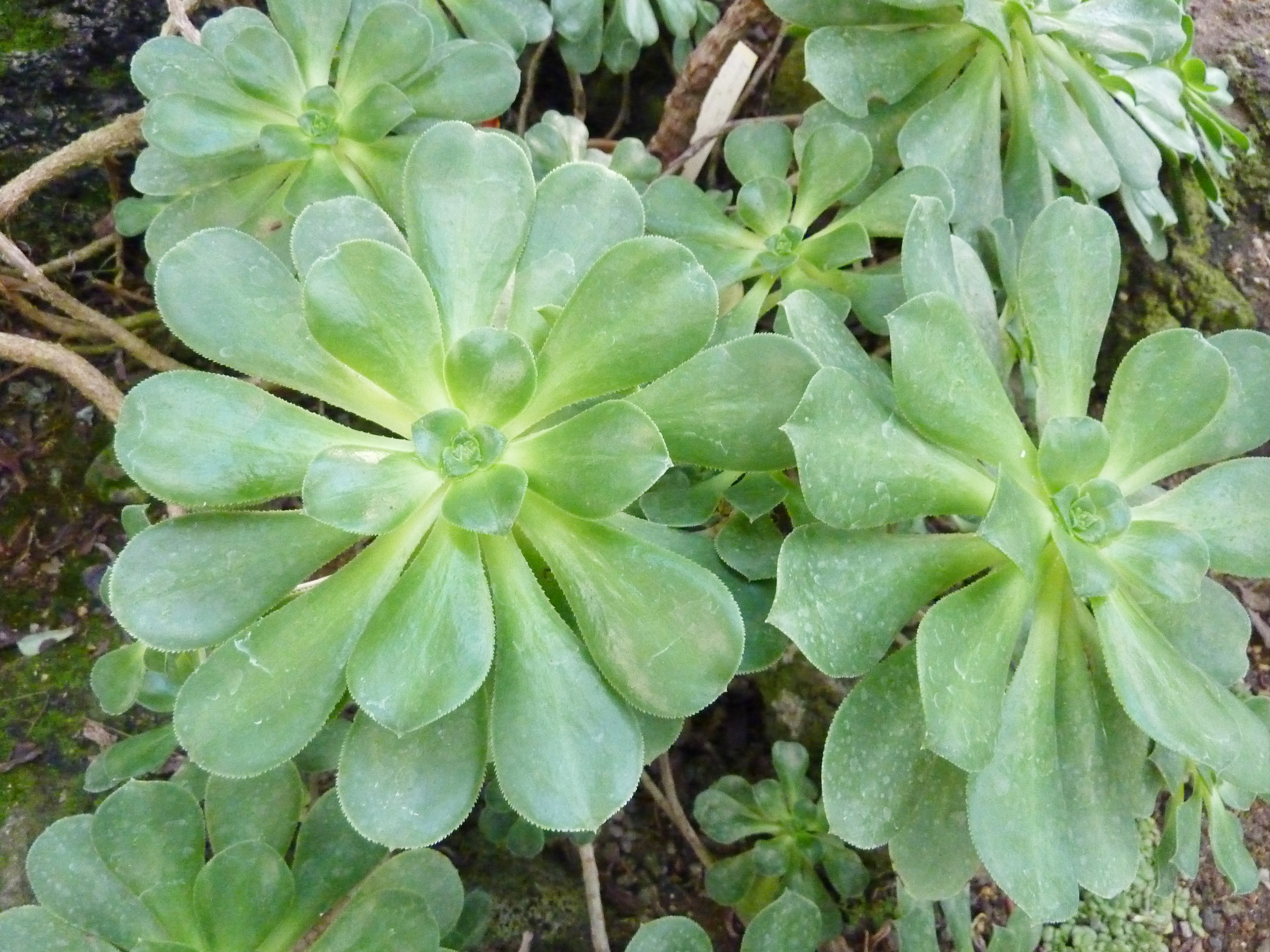

## Biologia
Pianta monoica, la riproduzione può avvenire sia con impollinazione autogama, sia con impollinazione allogama, o per moltiplicazione vegetativa.

## Distribuzione e habitat
Endemico dell'isola di La Gomera nell'arcipelago delle Canarie, dove si rinviene in 6 località (di cui 4 native e due frutto di introduzioni) della parte centro-occidentale ad altitudini comprese tra i 600 e i 1.100 s.l.m. Frequenta pendii rocciosi e scoscesi, preferibilmente rivolti a settentrione, in associazione con altre specie dei generi Aeonium e Sonchus.

## Conservazione
Specie distribuita in un areale di circa 500 km² con popolazione stimata (Rodríguez Delgado et al. 2006) di 4.672 esemplari, con decrescita osservata in alcuni siti e la preponderanza di adulti, esposta a diversi rischi: pastorizia intensiva, competizione con specie alloctone, raccolta a fini collezionistici e ibridazione con A. castello-paivae. Per questi motivi è inserita nella Lista rossa IUCN come specie in pericolo di estinzione (Endangered).

## Usi
Viene coltivata come pianta ornamentale in giardini botanici e da privati che apprezzano le piante succulente.